# クイズ!渡る世間は金ばかり?!
『クイズ!渡る世間は金ばかり?!』（クイズわたるせけんはかねばかり）は、1997年10月25日から1998年1月10日までテレビ朝日系（ただし、フルネット局のみ）で放送されていたテレビ朝日制作の
クイズ番組である。放送時間は、毎週土曜19:00 - 20:00(JST)。

## 番組概要
司会は堺正章、今田耕司、東野幸治の3人が務め、内容はタイトルから見ての通り主にお金に関するクイズだった。タイトルは、『渡る世間は鬼ばかり』（TBS）のもじり。
放送時間はそれまで放送されていたアニメ枠を18時台に枠移動させるなど、当時の新番組としてはかなり期待されていたが、番組そのものはわずか約2か月で打ち切られた。その翌週からはクイズコーナーを省略した『追跡!金運王国』をスタートさせたが、こちらも約2か月で終了となった。これ以後テレビ朝日の土曜19時枠は、2001年3月終了の『年中夢中コンビニ宴ス』まであらゆる番組が短期間で終了している。
テレビ朝日の土曜日のゴールデン・プライムタイム帯でレギュラーのバラエティ番組が放送されるのは1987年3月まで土曜19時台後半枠で放送されていた『愛川欽也の探検レストラン』以来10年半ぶり。テレビ朝日の土曜19時台がレギュラーの1時間番組になるのはこの番組が開局以来初めてとなった。

## 出演者
- 司会
  - 堺正章
  - 今田耕司
  - 東野幸治
- パネラー(準レギュラー)
  - 藤田まこと(1枠・黄)
  - 西川きよし(1枠・黄)
  - 保坂尚輝(3枠・赤)
  - 山田まりや(4枠・緑)
  - 田代まさし(5枠・紫)

※1・3・5枠が男性、2枠(青)・4枠(緑)が女性。

## 主なコーナー
獲得した得点はメダルで表され、正解すると解答席横のパイプに得点分のメダルが投入される。
- オープニング　ハイ&ロー

2つの物品を見比べて、どちらの値段が高いかを当てる。
- 仰天プライスクイズ

珍品（例として運転士訓練用シミュレータなど）の値段をずばりフリップに書いて当てる。
- ならべてプライス4（フォー）

紹介される4つの物品の値段を、高い順から並べて当てる。
- 逆転ドボン　ハイ&ロー

一発逆転優勝を賭けたコーナーで、獲得点数の少ないパネラーから順に出題する。「オープニング　ハイ&ロー」と同じ要素が採り入れられており、正解すればこれまで通り一定の得点が与えられるが、間違えるとそれまでに獲得していた得点が堺正章の強烈な一声ですべて「没収」され、ゼロになってしまう（同時に解答席横に据え付けられたパイプ状の管に溜められていたメダルもすべて自動的に吸い取られてしまう）。これは主にプレミアが付く物品に焦点を当てて出題するケースがほとんどであった。
なお、各解答者ごとにこのコーナーでの出題前にはタイトルコールを行った（堺が「渡る世間は～」と発すると、ゲスト解答者は「金ばかり?!」と発した）。

## エピソード
- この番組で田代まさしは毎週の最終問題で「渡る世間はばねばかり」といったダジャレを披露していた。しまいには保坂尚輝までもが、「渡る世間は鍵（かぎ）ばかり」とダジャレをかました。
- 堺正章は、1970年4月 - 6月放送の『ピロピロゲーム』（19:00 - 19:30）以来約27年ぶりにテレビ朝日土曜19時台番組の司会を務めた。
- 第1回放送では、最後の「逆転ドボン」のコーナーで、トップだった辰巳琢郎はじめ4人が不正解でメダルが没収され、それまで最下位だった山田まりやのみが正解してそのまま優勝という波乱の幕切れであった。

## ネット局
| 放送対象地域  | 放送局           | 系列           | ネット形態 |
| ------------- | ---------------- | -------------- | ---------- |
| 関東広域圏    | テレビ朝日       | テレビ朝日系列 | 制作局     |
| 北海道        | 北海道テレビ     | テレビ朝日系列 | 同時ネット |
| 青森県        | 青森朝日放送     | テレビ朝日系列 | 同時ネット |
| 岩手県        | 岩手朝日テレビ   | テレビ朝日系列 | 同時ネット |
| 宮城県        | 東日本放送       | テレビ朝日系列 | 同時ネット |
| 秋田県        | 秋田朝日放送     | テレビ朝日系列 | 同時ネット |
| 山形県        | 山形テレビ       | テレビ朝日系列 | 同時ネット |
| 福島県        | 福島放送         | テレビ朝日系列 | 同時ネット |
| 新潟県        | 新潟テレビ21     | テレビ朝日系列 | 同時ネット |
| 長野県        | 長野朝日放送     | テレビ朝日系列 | 同時ネット |
| 静岡県        | 静岡朝日テレビ   | テレビ朝日系列 | 同時ネット |
| 石川県        | 北陸朝日放送     | テレビ朝日系列 | 同時ネット |
| 中京広域圏    | 名古屋テレビ     | テレビ朝日系列 | 同時ネット |
| 近畿広域圏    | 朝日放送         | テレビ朝日系列 | 先行放送   |
| 広島県        | 広島ホームテレビ | テレビ朝日系列 | 同時ネット |
| 山口県        | 山口朝日放送     | テレビ朝日系列 | 同時ネット |
| 香川県 岡山県 | 瀬戸内海放送     | テレビ朝日系列 | 同時ネット |
| 愛媛県        | 愛媛朝日テレビ   | テレビ朝日系列 | 同時ネット |
| 福岡県        | 九州朝日放送     | テレビ朝日系列 | 同時ネット |
| 長崎県        | 長崎文化放送     | テレビ朝日系列 | 同時ネット |
| 熊本県        | 熊本朝日放送     | テレビ朝日系列 | 同時ネット |
| 大分県        | 大分朝日放送     | テレビ朝日系列 | 同時ネット |
| 鹿児島県      | 鹿児島放送       | テレビ朝日系列 | 同時ネット |
| 沖縄県        | 琉球朝日放送     | テレビ朝日系列 | 同時ネット |

## スタッフ
- 構成 : 安達元一、石黒精司、山谷隆
- 技術 : 平野友章
- 美術 : 高原篤
- 編集・MA : TDKビデオセンター
- 音効 : 第一音響
- チーフディレクター : 斉藤敏豪
- プロデューサー : 松本ひとし、岩立良作、徳江長政
- チーフプロデューサー : 岡田亮
- 技術協力 : テイクシステムズ、パコス
- 美術協力 : テレビ朝日クリエイト
- 制作協力 : ウイッシュカンパニー
- 制作著作 : テレビ朝日

| テレビ朝日系 土曜19時枠                                                                                     | テレビ朝日系 土曜19時枠     | テレビ朝日系 土曜19時枠 |
| 前番組 | 番組名                      | 次番組                  |
| --- | --------------------------- | ----------------------- |
| キューティーハニーF （19:00 - 19:30） 【土曜18:30へ移動】忍ペンまん丸 （19:30 - 20:00） 【土曜18:00へ移動】 | クイズ!渡る世間は金ばかり?! | 追跡!金運王国           |